# Camponotus crenatus
Camponotus crenatus är en myrart som beskrevs av Mayr 1876. Camponotus crenatus ingår i släktet hästmyror, och familjen myror. Inga underarter finns listade.